# Stoikovo, Haskovo
Stoikovo (în bulgară Стойково) este un sat în comuna Haskovo, regiunea Haskovo,  Bulgaria. 

## Demografie
Componența etnică a satului Stoikovo
     Bulgari (98,88%)
     Nicio identificare (1,11%)
     Altele (0%)
La recensământul din 2011, populația satului Stoikovo era de 179 locuitori. Din punct de vedere etnic, majoritatea locuitorilor (98,88%) erau bulgari. Pentru 1,11% din locuitori nu este cunoscută apartenența etnică.